# Herold Eszter

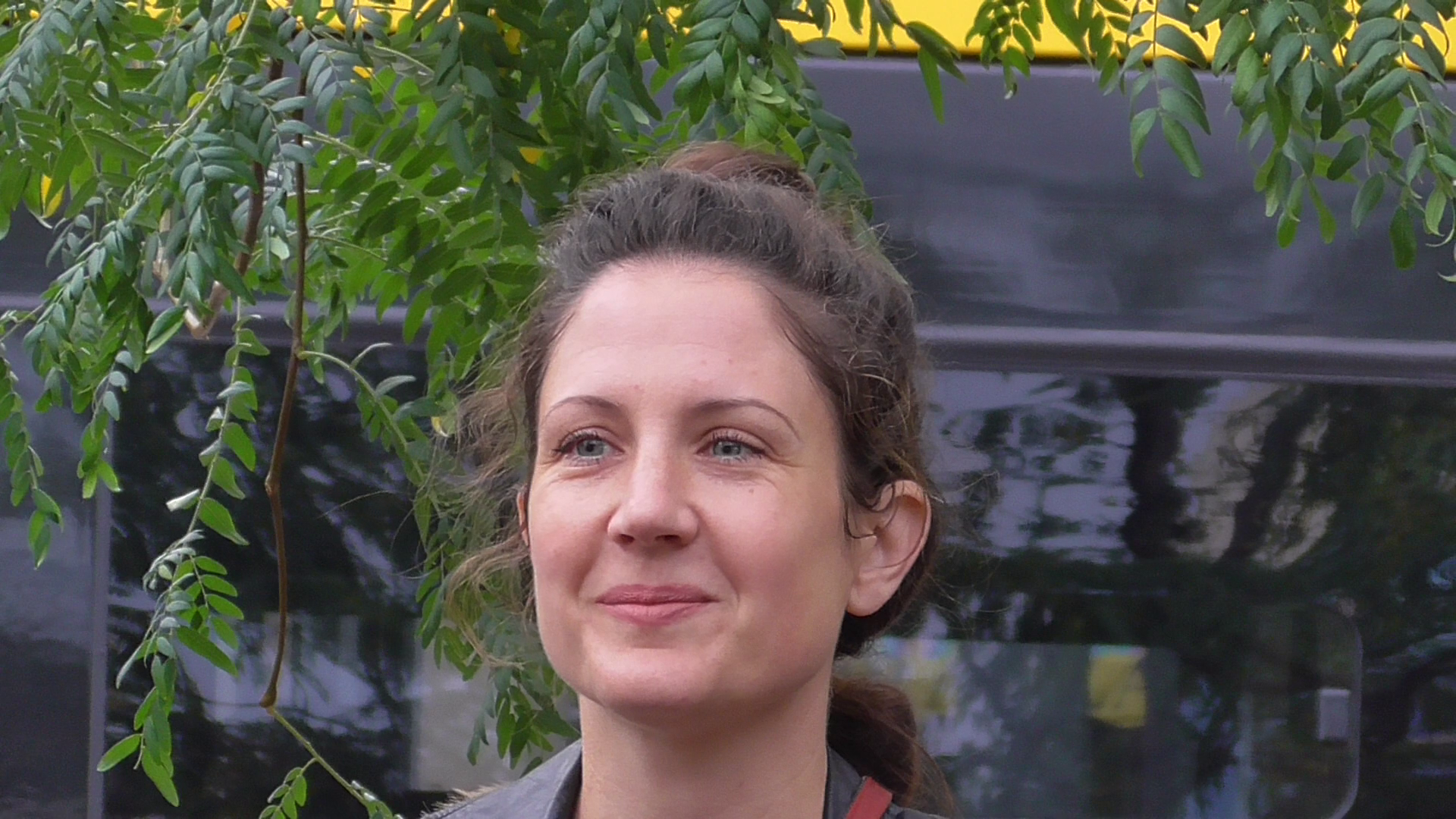
Herold Eszter 2022-ben

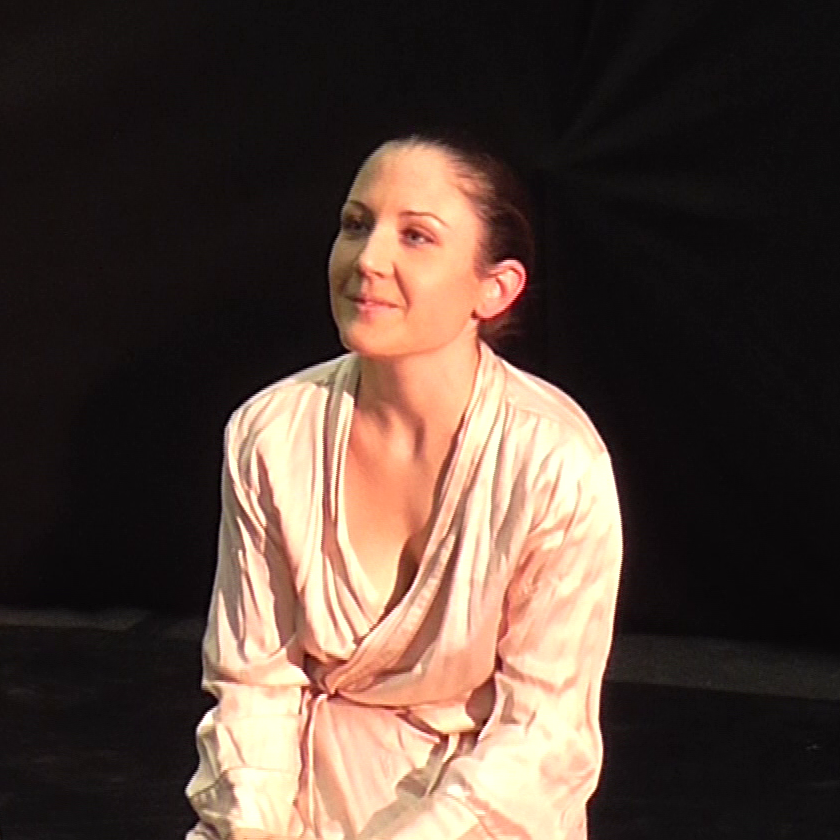
Herold Eszter 2015-ben a TEH-en tartott előadása után

Herold Eszter (Győr, 1981. augusztus 1.) magyar táncművész, koreográfus, táncpedagógus.

## Élete
Középiskolai tanulmányait a győri Révai Miklós Gimnáziumban kezdte, melynek drámaműhelyében kezdett hivatalosan tánccal és színházzal foglalkozni Tóth Szilvia drámapedagógus vezetése és irányítása alatt. Első külföldi ösztöndíját is ekkor kapta, a Saar-vidék területén lévő Merzigbe. Valódi elhivatást a tánc iránt Uray Péterrel és munkamódszerével való találkozása után érzett.
Már 1998-ban kortárstáncot tanult a Győri Balett kiváló koreográfusától, William Fomintól, majd az ELTE magyar-német szakjaira nyert felvételt, hogy Budapesten Uray Péter Panboro mozgásszínházi műhelyének tagjává válhasson. Bölcsészhallgatóként mindvégig mozgás- és táncszínházi tanulmányokat folytatott, magyar és külföldi mesterektől tanult.
Munkáival már ezekben az években fesztiváldíjakat nyert, többek között 2001-ben Budapesten, a Trafóban az 1. Duó Fesztiválon "... és ezüsthalak” című koreográfiája fesztivál-díjat nyert. Ettől az évtől tartja táncművészeti és koreográfusi munkáját folyamatos önálló tevékenységnek. 2013-tól az L1 Egyesület rezidense és tagja is.

## Munkái
2002-től kezdődött középiskolai tanári munkája során számos koreográfiája lett díjnyertes, ugyanakkor nemcsak hazai, például a SzólóDuó, hanem főleg 2009 után nemzetközi fesztiválokon is sikerrel mutatta be magát, például San Remóban, 2011-ben Namurben.
2013 és 2015 között kiemelkedő projektje volt a több Ikonból álló összművészeti Domború Projekt, amely a V4 Biennáléra is meghívást kapott, így az egyik legfontosabb ilyen jellegű kezdeményezéssé vált.